# Вторинні метаболіти
Вторинні метаболіти — органічні сполуки, які безпосередньо не залучені до росту, розвитку або розмноження клітин організму в нормальному стані. На відміну від первинних метаболітів, відсутність вторинного метаболіту приводить не до раптової смерті, а лише до тривалого погіршення життєдіяльності або плодовитості організму, або можливо не приводить до будь-яких помітних змін. Синтез певних вторинних метаболітів часто обмежується вузьким набором видів в межах філогенетичної групи.